# La vita agra (film)
La vita agra è un film del 1964 diretto da Carlo Lizzani, tratto dall'omonimo romanzo di Luciano Bianciardi.

## Trama
Luciano Bianchi vive con la moglie e il figlio a Guastalla, cittadina della Bassa reggiana.
Intellettuale di sinistra e bibliofilo, lavora come responsabile delle iniziative culturali presso uno stabilimento minerario della CIS, una grande azienda specializzata, tra l'altro, nella produzione di prodotti chimici, farmaceutici e plastici. Proprio nel giorno in cui gli viene notificato il licenziamento da parte della ditta, la miniera esplode per un incidente dovuto alla mala applicazione delle misure di sicurezza sul lavoro da parte della ditta (e più volte denunciate dagli stessi minatori), causando così la morte di 43 operai.
Luciano decide allora di vendicarsi; con la complicità dell'amico Libero, un minatore superstite all'incidente, ma rimasto menomato a una gamba, che gli fornisce di straforo dell'esplosivo, decide di far saltare in aria la sede della compagnia a Milano, un grattacielo con più di 20 piani.
Arrivato nella caotica e - per i tempi - modernistica città lombarda, trova alloggio presso una modesta pensione e, per potersi frattanto sostentare, si cerca un lavoro. Pochi giorni dopo, appena fuori dall'albergo diurno, proprio nel mezzo degli scontri tra poliziotti e manifestanti d'un corteo operaio s'imbatte in Anna, una giornalista romana tesserata al PCI, che lavora per un quotidiano locale. I due fanno subito conoscenza e si piacciono, iniziando via via una sorta di relazione. Dopo un po', Luciano decide stabilirsi da lei, sicuro che la moglie non ne saprà mai niente.
Intanto, inizia a fare dei sopralluoghi presso il grattacielo della società (nella realtà la torre Galfa). Con la scusa di tenere un colloquio col presidente della compagnia, entra nell'edificio e lì viene ricevuto dalle segretarie del dirigente, che lo sottopongono ad un colloquio di selezione. Pochi giorni dopo, viene contattato e assunto per un periodo di prova. Il lavoro, seppur aleatorio e per lui poco chiaro, non pare esser però roba di gran conto, per cui Luciano ne approfitta per effettuare dei sopralluoghi più precisi nell'edificio, scoprendo che, datosi per l'immane sistema di tubature trasportanti il combustibile aereo per il sistema di riscaldamento dell'edificio, non servirebbe neppure la dinamite bensì un semplice fiammifero per innescarne un'esplosione. Anna, nel frattempo, scopre il suo vero obiettivo e, anche perché spaventata dalla sua eventuale portata, cerca di distoglierlo dai suoi propositi, spingendolo a frequentare - alquanto infruttuosamente - le riunioni di sezione in seno al partito con lei.
Licenziato subito dopo il periodo di prova (ufficialmente per "scarso rendimento"), Luciano infine si trova un nuovo lavoro, molto ben remunerato, come traduttore presso un'importante casa editrice; Anna lo aiuta scrivendo a macchina sotto sua dettatura. Cambiano casa e vanno a vivere insieme presso una coppia di svizzero-tedeschi, maniaci dell'ordine e della pulizia.
Un fine settimana, Luciano riceve una visita a sorpresa della moglie. Pur con qualche impaccio, riesce a evitare che lei scopra la sua relazione con Anna, ma quest'ultima è furiosa: teme infatti che ritorni sotto il tetto coniugale.
Luciano viene nuovamente licenziato, questa volta a causa di screzi con la casa editrice legati a divergenze di natura linguistica, e prova quindi a entrare nel mondo della pubblicità in qualità di copywriter: vince un concorso per uno slogan ed entra in un'agenzia, con un ottimo stipendio. Con le garanzie del nuovo posto di lavoro, comincia a farsi prendere sempre più dagli agi d'uno stile di vita consumistico, acquistando un grande appartamento e arredandolo di tutto punto. E neanche l'agenzia delle entrate, con un fastidioso accertamento fiscale, riesce a deprimere il suo stile di vita.
Grazie alla sua creatività fa ben presto carriera. Addirittura, viene richiamato dalla CIS, la sua vecchia ditta, dove gli viene assegnato il ruolo di responsabile marketing e pubblicità. Ormai dimentico della sua missione originaria e ben inserito nella buona società milanese, si fa raggiungere dai familiari e, seppur a malincuore, rompe con Anna.
Constatando dunque il suo profondo mutamento, soprattutto dinanzi allo sguardo deluso dell'amico Libero (venuto per portargli moglie e figlio), non può che meditare mestamente, chiosando, con una certa dose d'ironia, su come l'unico vero miracolo economico sia stato fatto forse in tempi ben più remoti, quando qualcuno moltiplicò e distribuì - gratis - pani e pesci.

## Connessioni
Il film si inserisce in un filone cinematografico italiano critico nei confronti del boom economico, a cui si possono ricondurre anche Il posto di Ermanno Olmi (1961), e Il maestro di Vigevano di Elio Petri (1963). «Nel 1964 Carlo Lizzani aveva girato un efficace film tratto da La vita agra, con lo stesso titolo, e per protagonista un Ugo Tognazzi in grado di andare ben al di là della sua maschera di quel tempo. Ma non è il solo caso di romanzo trasposto sullo schermo che consente a un attore di diventare strumento critico di quel modello di sviluppo: pensiamo ad Alberto Sordi ne Il maestro di Vigevano, nella feroce trasposizione cinematografica di Elio Petri nel 1963 del romanzo di Lucio Mastronardi; mentre, in una dimensione invece priva di grandi individualità attoriali, a ideale completamento di una sequenza sul modo d’essere del lavoro e dell’impresa di quegli anni ante-Statuto, si colloca Il posto di Ermanno Olmi, del 1961».

## Curiosità

Enzo Jannacci in una sequenza del film

- Il "torracchione" da far saltare in aria è nella realtà la torre Galfa in zona Stazione Centrale di Milano.
- Nel film c'è il cameo di un giovane Enzo Jannacci mentre suona la chitarra e canta una prima versione della sua canzone L'ombrello di mio fratello.
- Luciano Bianciardi, autore del romanzo da cui il film è tratto, ha supervisionato la stesura della sceneggiatura del film ed è inoltre presente in un piccolo cameo: compare al fianco di Tognazzi nella scena con gli operai milanesi sul rapporto uomo-macchina.
- Il protagonista del romanzo in realtà è grossetano (proprio come il suo autore), ma per non far interpretare al cremonese Tognazzi un personaggio toscano, il luogo di provenienza venne modificato in Guastalla, un cambiamento però che ha portato giocoforza ad una rimozione pressoché completa di tutta una serie di diffuse riflessioni sociolinguistiche e glottologiche fondamentali nel corpo dell'opera; parimenti, anche la faccenda della tragica morte degli operai minerari (da cui scatterebbe la molla del piano vendicativo del protagonista) ne esce modificata, in quanto nel libro trattavasi d'un riferimento ad un vero incidente minerario accaduto nella Maremma grossetana, cui lo stesso Bianciardi aveva già dedicato il libro-inchiesta I minatori della Maremma.
- Il grattacielo illuminato a festa per la CIS nella fase finale del film è il grattacielo Pirelli.
- Il film è stato selezionato tra i 100 film italiani da salvare[2].